# Consensus de Washington
Pour les articles homonymes, voir Consensus (homonymie).
Le consensus de Washington est un corpus de mesures d'inspiration libérale, datant de la « période Reagan » aux États-Unis, concernant les moyens de relancer la croissance économique, notamment dans les économies en difficulté du fait de leur endettement comme en Amérique latine. Ce consensus s'est établi entre les grandes institutions financières internationales (IFI) siégeant à Washington (Banque mondiale et Fonds monétaire international (FMI)) et le département du Trésor américain. Ce consensus se fonde sur les idées émises en 1990 par l’économiste britannique John Williamson qui déclare dix ans plus tard que ses idées ont été, avec le temps, caricaturées et mal comprises.
Les discussions sur le consensus de Washington ont longtemps été marquées par la controverse. Cela reflète en partie un manque d’accord sur ce que l’on entend par ce terme, mais il existe également des différences substantielles sur les mérites et les conséquences des prescriptions politiques impliquées. Certains critiques contestent l'accent mis par le Consensus initial sur l'ouverture des pays en développement au marché mondial et la transition vers un marché émergent, ce qu'ils considèrent comme une focalisation excessive sur le renforcement de l'influence des forces du marché intérieur, sans doute au détriment de la gouvernance qui finira par affecter les fonctions clés de l’État. Pour d’autres commentateurs, le problème est plutôt de savoir ce qui manque, notamment dans des domaines tels que le renforcement des institutions et les efforts ciblés visant à améliorer les chances des plus faibles de la société grâce à l’égalité des chances, à la justice sociale et à la réduction de la pauvreté.

## Contenu
Selon le « consensus de Washington » tel que présenté dans l'article à l'origine de l'expression paru en 1989 sous la plume de l'économiste John Williamson, la solution-type à une crise de la dette de l'État accompagnée de récession et d'hyperinflation, telle qu'elle existait en Amérique du Sud, passait par un « paquet » de réformes à imposer aux États par la Banque mondiale.
Ces réformes devaient se décliner en dix « instruments de politique économique » :
1. discipline fiscale[2] (des déficits budgétaires importants et prolongés causent une inflation et des fuites de capitaux, les gouvernements doivent donc réduire au minimum ces déficits)[3] ;
2. réorientation des priorités de dépenses publiques[2] (l'argent public doit être réorienté vers des domaines offrant à la fois une rentabilité économique élevée et le potentiel d’amélioration de la répartition des revenus, tels que les soins de santé primaires, l’enseignement primaire et le développement des infrastructures)[3] ;
3. réforme fiscale (abaisser les taux marginaux et élargir l'assiette fiscale)[2] ;
4. taux d'intérêt : il faut les libéraliser (les marchés financiers nationaux doivent déterminer les taux d’intérêt d’un pays. Des taux d’intérêt réels positifs découragent la fuite des capitaux et augmentent l’épargne)[3] ;
5. taux de change compétitif (les pays en développement doivent adopter un taux de change compétitif qui favorisera leurs exportations en les rendant moins chères à l’étranger[3])[2] ;
6. libéralisation du commerce extérieur[2] (diminuer les tarifs douaniers et ne pas les appliquer aux biens intermédiaires nécessaires à la production pour l’exportation)[3].
7. élimination des barrières aux investissements directs étranger (pouvant fournir des compétences et des capitaux, ils doivent être encouragés)[3] ;
8. privatisation[2] (le privé serait plus efficace car ses dirigeants sont intéressés à leurs bénéfices et/ou ont des comptes à rendre aux actionnaires. Il faut donc privatiser les  monopoles ou participations de l'État ou entreprises publiques, que l'État soit — idéologiquement — considéré comme un mauvais actionnaire ou — pragmatiquement — dans une optique de désendettement ;  trop de réglementations publiques encouragerait la corruption et discrimine les petites entreprises qui auraient moins accès aux niveaux élevés de la bureaucratie[3] ) ;
9. déréglementation des marchés et de l'économie (par l'abolition des barrières à l'entrée ou à la sortie) ;
10. protection de la propriété intellectuelle.

## Histoire

### Organisation du Consensus, du plan Baker à la crise asiatique (1985 - 1997)
En suivant les sociologues Sarah Babb et Alexander Kentikelenis, on peut distinguer trois dimensions du Consensus tel qu'il se présentait pendant les premières années de son existence : son organisation institutionnelle, sa légitimation intellectuelle et enfin les configurations économiques et politiques dans lesquelles il s’insérait.

#### Institutions et montée desconditionnalités
Dans les années 1980, à l'initiative du Trésor américain, a lieu une convergence et une synchronisation des politiques entre le FMI et la Banque mondiale, deux institutions dont le siège est à Washington. Le moment décisif se déroule en 1985 lors de l'élaboration du « plan Baker » (du nom du secrétaire du Trésor James Baker III) visant à stabiliser les économies « émergentes » des pays latino-américains en crise via l'ouverture des marchés, la privatisation, le contrôle de l’inflation, la déréglementation et la discipline budgétaire.
Originellement conçu pour l'Amérique du Sud, le Consensus est rapidement devenu un paradigme politique largement partagé. La Banque mondiale a commencé à demander des ajustements structurels aux pays où elle intervenait tandis que le FMI, qui se concentrait auparavant principalement sur la balance des paiements, exigeait désormais la libéralisation des économies qu'il aidait.

#### Rôle de la pensée économique
La science économique a aussi joué un rôle important dans la réussite politique du Consensus. Par exemple, Williamson s'en réclamait et expliquait en 1989 que le Consensus était approuvé par « tous les économistes sérieux ». De fait, des centaines d'économistes des meilleures universités américaines et britanniques travaillaient en effet au FMI et à la Banque mondiale et soutenaient ces politiques, au point qu'un observateur critique a pu parler du « triomphe de l'économie néoclassique dans les pays en développement ». Dans certains pays aidés, les IFI ont favorisé le dialogue avec les responsables politiques ayant été formé aux États-Unis à la science économique, et ont renforcé le prestige de ces responsables jugés plus crédibles en accordant à leurs pays des conditions de prêts plus favorables.
Toutefois cette suprématie intellectuelle est à nuancer : de nombreuses élites politiques n'étaient pas convaincues par les préconisations du Consensus mais ont plutôt cédé devant le risque qu'un refus de prêt par le FMI conduise à l'ostracisation de leur pays par les investisseurs internationaux. De plus, les idées économiques des IFI n'étaient pas nécessairement endossées par tous les économistes de ces organisations qui devaient pourtant s'y conformer. L'exemple le plus célèbre est la critique du Consensus par le chef-économiste de la Banque mondiale Joseph Stiglitz, et notamment sa critique de la gestion de la crise asiatique de 1997, qui le poussa quelques années plus tard à la démission.

#### Économie politique
Enfin, on peut voir le consensus de Washington comme une projection du pouvoir économique et politique des États-Unis, pouvoir bénéficiant du contexte de crise idéologique globale lié à l'effondrement du communisme soviétique et du renouveau du libéralisme économique (en cours depuis les années 1970 et qui s'est manifesté sous sa forme  « néolibérale »)[réf. nécessaire]. La baisse (temporaire) des impératifs géopolitiques a conduit les États-Unis à défendre plus étroitement ses intérêts économiques.

### Postérité
Durant la fin des années 1980 en Amérique latine, la « décennie perdue » des années 1980 avait été marquée par une profonde crise économique, une hyperinflation dévastatrice, la déstructuration sociale et des instabilités politiques. Selon Le Monde diplomatique, la crise de la dette extérieure a écarté ce sous-continent des marchés financiers, le privant d'investissements extérieurs, avec un transfert net (négatif) de ressources financières, de près de 25 milliards de dollars en moyenne annuelle, en direction du Nord.
C'est dans ce contexte qu'est apparu pour la première fois le consensus de Washington. Cette recette a été appliquée (de manière sélective) par de nombreux États et par l'Europe, avec des niveaux de réussite très divers, et non sans susciter la critique.
Alors que le contre-modèle communiste a pratiquement disparu, les alternatives au « consensus dit de Washington » ont du mal à percer, mais quelques ébauches d'autres voies, que l'on pourrait qualifier de voies mixtes entre les extrêmes du capitalisme sans régulation et du communisme, sont avancées par les post-keynésiens, et les altermondialistes.
Ainsi, en 2003, naît un consensus concurrent au sein des économies latino-américaines victimes de la crise de 1982 : celui de Buenos Aires. Cependant, il aura peu d'effet hors du sous-continent, et est aujourd'hui remis en cause par le retour au pouvoir de la droite dans la région.
« De par le monde, dix pays à revenu intermédiaire ont connu, de 1994 à 1999, de graves crises financières ayant dégradé le niveau de vie et, parfois causé la chute du gouvernement, aggravant le sort de millions de personnes. Face à la menace de la contagion financière, des économistes ont remis en question le rythme et l’enchaînement des mesures de déréglementation et de libéralisation. »

## Analyses et débats
Comme projet politique, le consensus de Washington a fait l'objet de nombreux débats et controverses.

### Position changeante des IFI
À partir de la fin des années 2000, les IFI (FMI et Banque mondiale) chargées d'appliquer ce consensus vont infléchir leur discours, voire leurs pratiques.
En 2007, dans son Rapport mondial sur le développement, la Banque mondiale, une des principales institutions à suivre le consensus de Washington, reconnaît la nécessité de l’intervention de l’État. En 2008, le rapport de la mission croissance et développement, présidée par Michael Spence, conclut que, pour faire reculer la pauvreté, un État fort est nécessaire.
Avec la crise de 2008, le FMI appelle les États à utiliser leur budget, y compris en pratiquant le déficit, pour éviter une dépression. Durant la période 2008-2009, 16 des 19 plans élaborés avec le soutien du FMI recommandent des hausses des budgets sociaux. Enfin, le directeur général du FMI admet que la libre circulation des capitaux met en danger l'économie, nécessite un certain niveau de régulation et le cas échéant de taxation .

### Analyses d'économistes

#### Voix critiques
Loin d'avoir l'accord de tous les économistes, ce « consensus » est dénoncé par les altermondialistes et contient des points rejetés par nombre d’économistes, comme Jagdish Bhagwati ou deux prix Nobel d’économie Maurice Allais et Joseph Stiglitz (qui voient dans ces approches Le Triomphe de la cupidité et qui critiquent durement ce consensus dans un ouvrage intitulé La Grande Désillusion. Stiglitz (alors économiste en chef et vice-président de la Banque mondiale) émet de vives critiques à l'égard des modalités de gestion des crises financières asiatiques par le FMI, et plus largement concernant les politiques de développement, dont celles de la Banque Mondiale, en particulier lors d'une conférence à Helsinki (1998) au World Institute for Development Economics Research (en), « More instruments and broader goals: moving towards the Post-Washington Consensus ». Il a ensuite détaillé ses critiques dans une suite de conférences qui seront publiées sous l’intitulé « Joseph Stiglitz and the World Bank — The Rebel Within » avec un commentaire de Ha-Joon Chang de l’Université de Cambridge).
Certaines voix, plus à droite et plus classiques, ont aussi critiqué ce modèle. Ainsi, selon le prix Nobel d'économie Maurice Allais, le flottement généralisé des monnaies, la dérégulation financière et l'abaissement général des frontières économiques dans l'esprit du consensus de Washington peuvent nuire à l'économie mondiale. La crise en cours depuis 2007, la désindustrialisation en Europe et les délocalisations massives ont redonné une certaine actualité à ces positions longtemps contraires à l'esprit du temps.
Dani Rodrik, professeur d'économie politique à Harvard, sans remettre en cause totalement l'inspiration libérale du consensus, met l'accent sur le rôle de l'exécutif national dans la maîtrise du processus. Il propose d'y ajouter notamment : la bonne gouvernance, la flexibilisation du marché du travail, une ouverture prudente du compte de capital (balance des paiements), l’indépendance de la banque centrale et la protection sociale. Il pense  que différentes politiques peuvent conduire à un même résultat, et que le choix doit se faire en prenant en compte la situation concrète du pays considéré.

#### Études récentes
Selon Grier & Grier (2021), entre 1970 et 2015, 49 pays sur 141 étudiés ont implémenté des réformes économiques suivant les recommandations du consensus de Washington. Sur un horizon 5 à 10 ans, l'implémentation durable de ces réformes a pour effet d'augmenter significativement le PIB/habitant. En utilisant les pays n'ayant pas implémenté les réformes recommandées par le consensus de Washington comme groupe de contrôle, Grier & Grier trouvent que les pays ayant suivi les recommandations du consensus de Washington ont un PIB/habitant 16% supérieur 10 ans après l'implémentation des réformes que les pays du groupe de contrôle. Les résultats sont statistiquement robustes et Grier & Grier estiment que les critiques envers l'agenda néolibéral du consensus de Washington sont infondées,.
Dans une note du Peterson Institute for International Economics, l'économiste Douglas Irwin montre que l'antithèse du consensus de Washington, à savoir : populisme, nationalisme économique, protectionnisme, déficits publics élevés et fort interventionnisme étatique dans l'économie ; a coûté très cher aux pays qui ont appliqué ces politiques. Selon Funke & al. (2020), sur la période 1900-2018, on peut identifier 50 cas de dirigeants populistes ayant appliqué le contraire des réformes néolibérales recommandées par le consensus de Washington. 15 ans après dans les pays ayant implémenté ces réformes, le PIB/habitant était 10% inférieur en comparaison avec les pays n'ayant pas implémenté ces réformes. Par ailleurs, Funke & al. trouvent aussi que les inégalités économiques ne se sont pas réduites avec les réformes populistes,. Les conséquences sont encore plus marquées dans les pays d'Amérique latine ayant appliqué un agenda populiste de gauche, comme le Venezuela, le Nicaragua et la Bolivie, et où le PIB/habitant est 20% inférieur en comparaison avec les pays n'ayant pas appliqué cet agenda,. Irwin conclut sa note en affirmant : « Il est important de reconnaître qu'un nombre croissant de travaux académiques récents suggèrent que le Consensus de Washington a produit des progrès économiques tangibles alors que les politiques populistes hétérodoxes ont eu des coûts économiques particulièrement élevés. ».
S'attardant sur la libéralisation du commerce extérieur recommandée par le consensus de Washington, Estevadeordal & Taylor (2013) montrent que la réduction des droits de douane sur les importations de biens intermédiaires et de capitaux ont un effet positif sur la croissance économique intérieure et contribue à l'accélérer.

### Prises de position de personnalités politiques
Barack Obama, en novembre 2018, reconnaît que la mondialisation et les politiques associées au consensus de Washington ont exacerbé les inégalités et contribué à alimenter la montée de l'alt-right.